# قرية دريسدن (نيويورك)
قرية دريسدن (بالإنجليزية: Dresden, Yates County, New York)‏ هي منطقة سكنية تقع في الولايات المتحدة في مقاطعة ياتس، نيويورك. يقدر عدد سكانها بـ 308 نسمة ومساحتها 0.8 كم2 وترتفع عن سطح البحر 155 متر.

## التركيبة السكانية
حدّد مكتب تعداد الولايات المتحدة بيانات التركيبة السكانية لقرية دريسدن في تعداد الولايات المتحدة. في ما يلي، التركيبة السكانية حسب تعدادي 2000 و2010.

### تعداد عام 2000
بلغ عدد سكان قرية دريسدن 307 نسمة بحسب تعداد عام 2000، وبلغ عدد الأسر 116 أسرة وعدد العائلات 79 عائلة مقيمة في القرية. في حين سجلت الكثافة السكانية 383.8 نسمة لكل كيلومتر مربع (994.0/ميل2). وبلغ عدد الوحدات السكنية 139 وحدة بمتوسط كثافة قدره 173.8 لكل كيلومتر مربع (450.1/ميل2).
وتوزع التركيب العرقي للقرية بنسبة 94.14% من البيض و0.33% من الأمريكيين الأصليين و0.33% من الأمريكيين ذوي الأصول الآسيوية و5.21% من الأعراق الأخرى و9.77% من الهسبانيون أو اللاتينيون من أي عرق.
بلغ عدد الأسر 116 أسرة كانت نسبة 33.6% منها لديها أطفال تحت سن الثامنة عشر تعيش معهم، وبلغت نسبة الأزواج القاطنين مع بعضهم البعض 56% من أصل المجموع الكلي للأسر، ونسبة 5.2% من الأسر كان لديها معيلات من الإناث دون وجود شريك، بينما كانت نسبة 6.9% من الأسر لديها معيلون من الذكور دون وجود شريكة وكانت نسبة 31.9% من غير العائلات. تألفت نسبة 23.3% من أصل جميع الأسر من عدة أفراد يعيشون في نفس المنزل ونسبة 12.1% كانت تتألف من شخص يعيش بمفرده يبلغ من العمر 65 عاماً أو أكثر. وبلغ متوسط حجم الأسرة المعيشية 2.58، أما متوسط حجم العائلات فبلغ 2.92.
بلغ العمر الوسطي للسكان 42.9 عاماً. وكانت نسبة 21.5% من القاطنين تحت سن الثامنة عشر، وكانت نسبة 8.1% بين الثامنة عشر والرابعة والعشرين عاماً، ونسبة 22.1% كانت واقعةً في الفئة العمرية ما بين الخامسة والعشرين والرابعة والأربعين عاماً، ونسبة 30.3% كانت ما بين الخامسة والأربعين والرابعة والستين، ونسبة 15.3% كانت ضمن فئة الخامسة والستين عاماً فما فوق. يوجد لكل 100 أنثى 103.4 ذكر، ويوجد لكل 100 أنثى في الثامنة عشر من عمرها فما فوق 95.8 ذكر.
بلغ متوسط دخل الأسرة في القرية 42,500 دولارًا، أما متوسط دخل العائلة فبلغ 40,208 دولارًا. وكان متوسط دخل الذكور 31,875 دولارًا مقابل 24,375 دولارًا للإناث. وسجل دخل الفرد الخاص بالقرية 18,207 دولارًا. وكانت نسبة 4.8% من العائلات ونسبة 5.7% من السكان تحت خط الفقر، وكان من هؤلاء نسبة 16.7% تحت سن الثامنة عشر ونسبة 0% في الخامسة والستين من العمر وما فوق.

### تعداد عام 2010
بلغ عدد سكان قرية دريسدن 308 نسمة بحسب تعداد عام 2010، وبلغ عدد الأسر 115 أسرة وعدد العائلات 70 عائلة مقيمة في القرية. في حين سجلت الكثافة السكانية 385 نسمة لكل كيلومتر مربع (997.1/ميل2). وبلغ عدد الوحدات السكنية 141 وحدة بمتوسط كثافة قدره 176.2 لكل كيلومتر مربع (456.4/ميل2).
وتوزع التركيب العرقي للقرية بنسبة 96.43% من البيض و0.65% من الأمريكيين الأصليين و0.65% من الأمريكيين ذوي الأصول الآسيوية و2.27% من عرقين مختلطين أو أكثر و12.66% من الهسبانيون أو اللاتينيون من أي عرق.
بلغ عدد الأسر 115 أسرة كانت نسبة 28.7% منها لديها أطفال تحت سن الثامنة عشر تعيش معهم، وبلغت نسبة الأزواج القاطنين مع بعضهم البعض 45.2% من أصل المجموع الكلي للأسر، ونسبة 9.6% من الأسر كان لديها معيلات من الإناث دون وجود شريك، بينما كانت نسبة 6.1% من الأسر لديها معيلون من الذكور دون وجود شريكة وكانت نسبة 39.1% من غير العائلات. تألفت نسبة 27% من أصل جميع الأسر من عدة أفراد يعيشون في نفس المنزل ونسبة 13.9% كانت تتألف من شخص يعيش بمفرده يبلغ من العمر 65 عاماً أو أكثر. وبلغ متوسط حجم الأسرة المعيشية 2.57، أما متوسط حجم العائلات فبلغ 3.00.
بلغ العمر الوسطي للسكان 39.8 عاماً. وكانت نسبة 20.5% من القاطنين تحت سن الثامنة عشر، وكانت نسبة 9.7% بين الثامنة عشر والرابعة والعشرين عاماً، ونسبة 25% كانت واقعةً في الفئة العمرية ما بين الخامسة والعشرين والرابعة والأربعين عاماً، ونسبة 26.3% كانت ما بين الخامسة والأربعين والرابعة والستين، ونسبة 18.5% كانت ضمن فئة الخامسة والستين عاماً فما فوق. وتوزع التركيب الجنسي للسكان بنسبة 53.6% ذكور و46.4% إناث.

## معرض صور

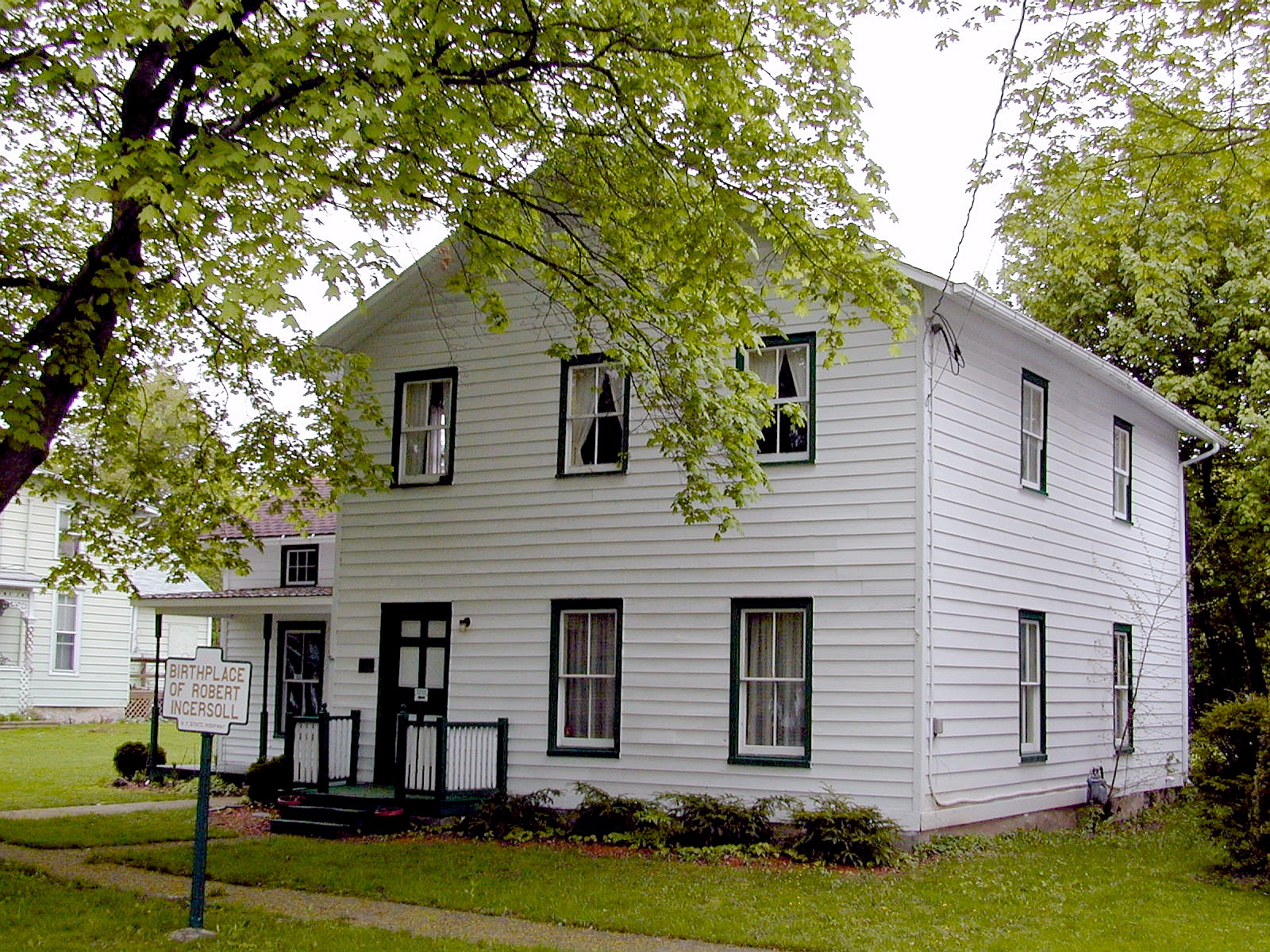
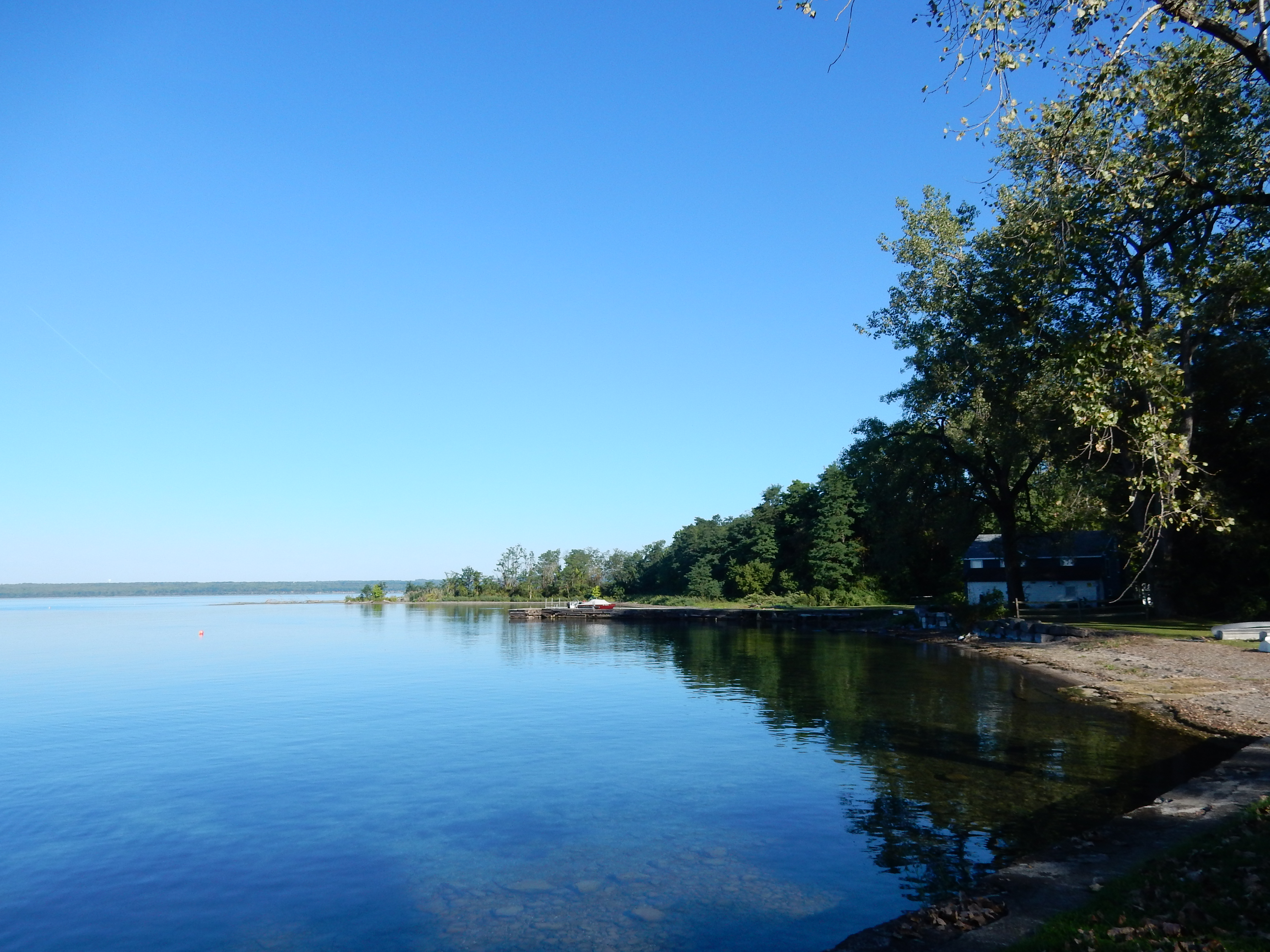
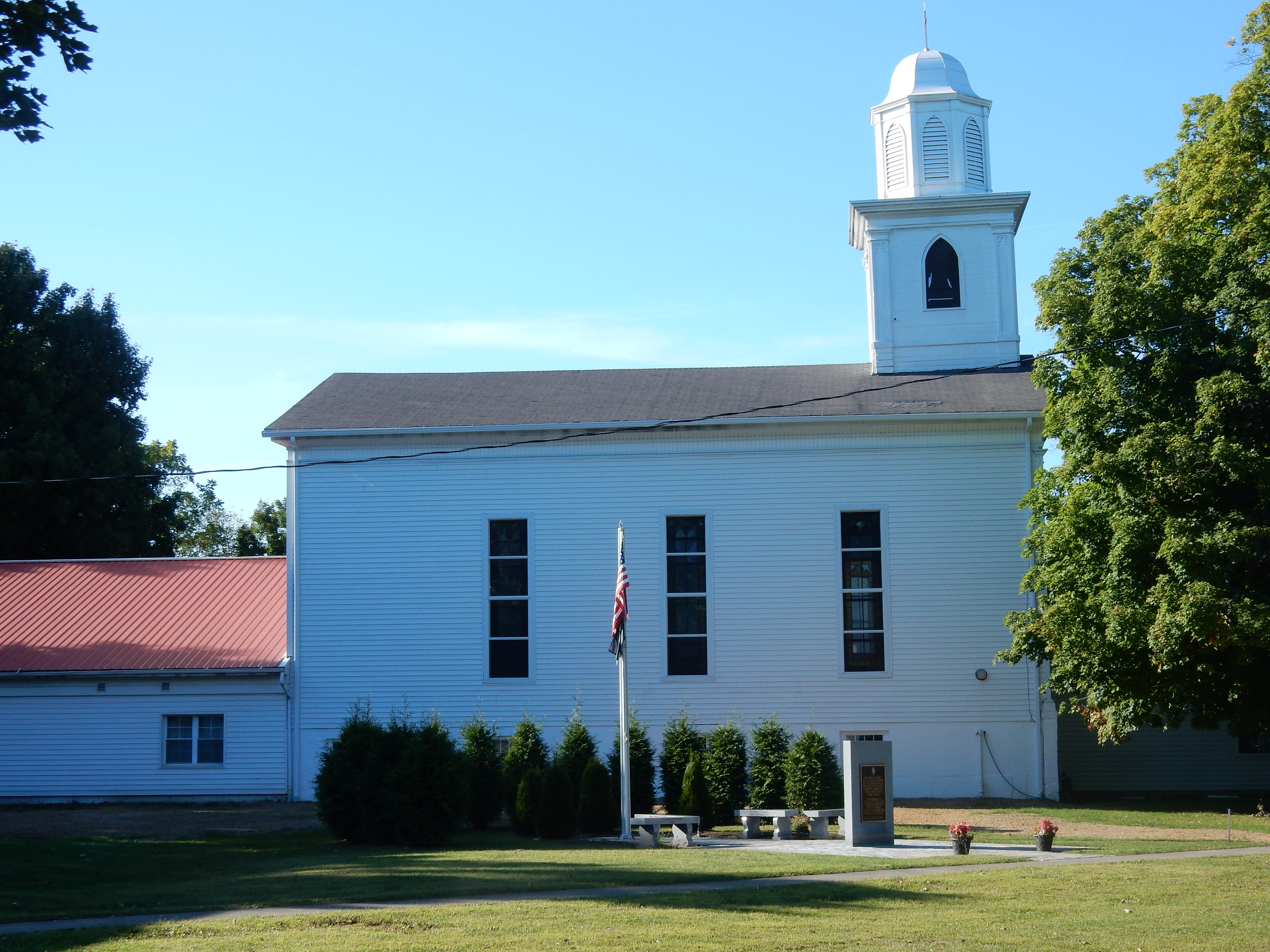
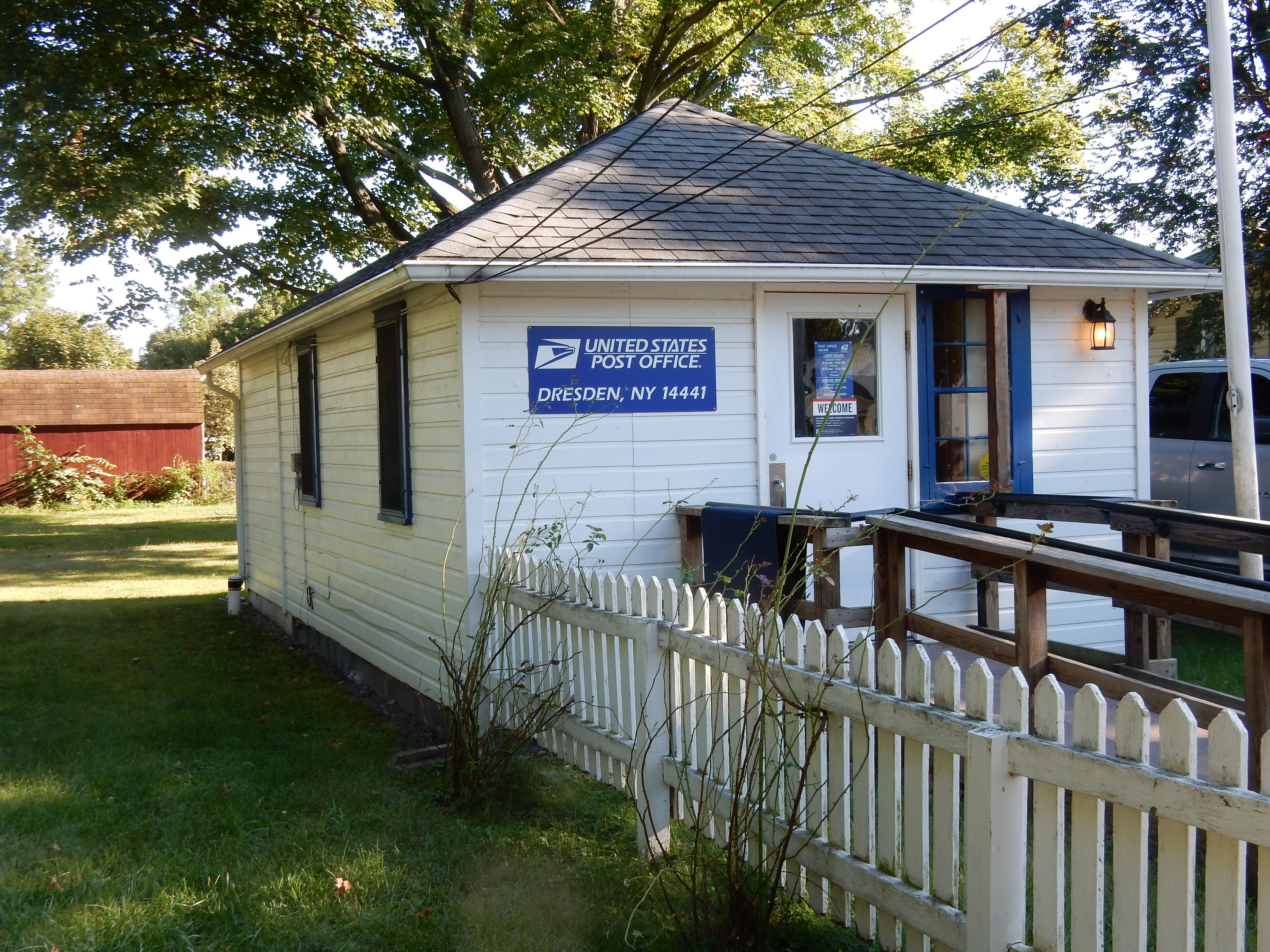